# Lambaré (Paraguay)
Nuestra Señora del Rosario del Lambaré es una ciudad paraguaya ubicada en el Departamento Central, siendo una de las ciudades más pobladas del país y del área metropolitana. La ciudad ya contaba como presidio durante el siglo XVII, pero fue a partir de su fundación como capilla que se le consideró un sitio administrativo desde el 1 de octubre de 1768 por el gobernador Carlos Morphi en tiempos del Rey Carlos III y en el siglo XIX pasó a formar parte de Asunción, junto con los distritos de Trinidad, Recoleta, San Roque, Catedral y Encarnación. Se estableció como municipio independiente luego de  separarse de Asunción el 5 de junio de 1962, aunque una parte del mismo continúa hasta hoy en Asunción bajo la denominación de Zona 13 o Santa María, ya que comparten el mismo número de catastro «13».

## Toponimias
El término aparece en los escritos de Ulrico Schmidl como un lugar importante de los habitantes nativos, con la posterior ocupación europea en 1537. El nombre de la localidad derivaría del guaraní El Ambaré, «el país de las sombras» (proyectadas por el cerro vecino). Los habitantes eran conocidos como avambaré, Avá significa hombres y Ambaré el nombre del lugar, por lo que fueron conocidos como los ciudadanos de El Ambaré, que posteriormente se transformó en Lambaré.

### El mito del Cacique Lambaré
Según la historiografía paraguaya, se dice que algunos indígenas de la zona de Lambaré planearon una conspiración en la Semana Santa de 1541 en contra de los españoles, pero fueron descubiertos y el cacique de dicha tribu, conocido como Cacique Avambaré o líder de la tribu de los Avambaré fue ahorcado como uno de los principales responsables.
Este supuesto hecho probablemente fue el que inspiró la creación del mito del Cacique Lambaré, el cual es una especie de mito fundacional sobre un personaje legendario y heroico conocido popularmente como el Cacique Lambaré, quien supuestamente era el líder indígena de la zona y que resistió valientemente luchando durante años desde 1536 contra los primeros colonizadores españoles, aunque lo más probable es que dicho Cacique nunca haya existido, al menos no con ese nombre, y no luchando durante demasiados años, ya que no existen prácticamente registros de él en su época, solo relatos posteriores, por lo que muchos historiadores dudan de su existencia real e histórica.
Sea como fuere, este personaje es popularmente recordado en Paraguay como un símbolo de libertad y heroísmo que representa la resistencia indígena a la colonización.

#### Homenajes al Cacique Lambaré
Este supuesto cacique incluso tiene una estatua en su honor en la cima del Cerro Lambaré de Asunción, aunque el monumento en realidad es más un homenaje a todas las tribus indígenas del Paraguay, usando simplemente como inspiración el mito del Cacique Lambaré.
En su honor fue nombrada también la avenida Cacique Lambaré, una de las principales avenidas de la ciudad.

## Historia
Lambaré fue fundada por el gobernador Carlos Morphi en 1766. Luego de la independencia del Paraguay, se formalizó su creación mediante ley número 791, del 5 de junio de 1962. El decreto de la formación del nuevo municipio fue firmado por el gobierno de Alfredo Stroessner. El presidente de la primera Junta Municipal fue Mariano Escauriza Fernández.

## Geografía
Su territorio presenta formas irregulares, caracterizados por depresiones de cauces hídricos, con áreas muy urbanizadas y otras áreas verdes sin urbanizar. Cuenta con una superficie territorial de 27 km² y limita al sudoeste con el río Paraguay que lo separa de la República Argentina, al oeste y norte con la ciudad de Asunción, y al sudeste con la ciudad de Villa Elisa. Desde 1967, el distrito sufrió algunos desmembramientos jurisdiccionales.

## Economía
Antiguamente, sus pobladores se dedicaban al cultivo de diversos rubros agro-hortícolas, con los que proveían al mercado asunceno. Actualmente, el capital privado desarrolla notablemente a la ciudad. Se han levantado supermercados, clubes y urbanizaciones.
Lambaré tiene una increíble cantidad de construcciones de altísima calidad arquitectónica. La zona del Yacht y Golf Club Paraguayo probablemente sea la más agradable y desarrollada de esta ciudad. Es un centro deportivo del más alto nivel, donde se practican deportes náuticos, golf, fútbol, tenis, básquet. Además de poseer un moderno complejo hotelero que ha hospedado a los más distinguidos visitantes del país.
En los últimos tiempos, experimentó un importante crecimiento comercial. Según los datos que manejan en la Municipalidad, unos 9.000 comercios se encuentran instalados en la zona.

## Gobierno

### Intendentes municipales
| Cargos Gubernativos de Lambaré | Cargos Gubernativos de Lambaré     | Cargos Gubernativos de Lambaré | Cargos Gubernativos de Lambaré |
| Período                        | Nombre                             | Cargo                          | Afiliación                     |
| ------------------------------ | ---------------------------------- | ------------------------------ | ------------------------------ |
| 1978 - 1982                    | Francisco Olmedo                   | Intendente Designado           | ANR                            |
|                                |                                    |                                |                                |
| 1982 - 1986                    | Cristino Arrúa                     | Intendente Designado           | ANR                            |
|                                |                                    |                                |                                |
| 1986 - 1990                    | Santiago Maldonado                 | Intendente Designado           | ANR                            |
|                                |                                    |                                |                                |
| 1990 - 1991                    | Juan Bautista Riquelme             | Intendente Designado           | ANR                            |
|                                |                                    |                                |                                |
| 1991 - 1996                    | César Ramiro Cabral                | Intendente Electo              | PLRA                           |
|                                |                                    |                                |                                |
| 1996                           | Ramón N. Ocampos                   | Intendente Interino            | ANR                            |
|                                |                                    |                                |                                |
| 1996 - 2001                    | Juan Carlos Villalba               | Intendente Electo              | ANR                            |
|                                |                                    |                                |                                |
| 2001 - 2006                    | Juan Ramón Martínez Coronel        | Intendente Electo              | ANR                            |
|                                |                                    |                                |                                |
| 2006                           | Marta Noblia de Britez             | Intendente Interino            | ANR                            |
|                                |                                    |                                |                                |
| 2006 - 2010                    | Roberto Cárdenas Ramírez           | Intendente Electo              | ANR                            |
|                                |                                    |                                |                                |
| 2010                           | Víctor Silvera                     | Intendente Interino            | ANR                            |
|                                |                                    |                                |                                |
| 2010 - 2015                    | Roberto Cárdenas Ramírez           | Intendente Electo              | ANR                            |
|                                |                                    |                                |                                |
| 2015                           | Guillermo Lezcano Bogado           | Intendente Interino            | ANR                            |
|                                |                                    |                                |                                |
| 2015 - 2020                    | Armando Ramón Gómez Arévalo        | Intendente Electo              | PLRA                           |
|                                |                                    |                                |                                |
| 2020 - 2021                    | Rosa Agustín "Guido" Gónzalez Dans | Intendente Interino            | ANR                            |
|                                |                                    |                                |                                |
| 2021                           | Fernando Báez                      | Intendente Interino            | ANR                            |
|                                |                                    |                                |                                |
| 2021 - 2026                    | Rosa Agustín "Guido" Gónzalez Dans | Intendente Electo              | ANR                            |

## Infraestructura
Un interesante monumento de la ciudad es su añeja iglesia parroquial, construida durante el gobierno de Carlos Antonio López, en 1846, en reemplazo de una capillita de factura anterior. Además del camposanto distrital, que data de 1931, cuenta con otros camposantos privados, hoteles de lujo, industrias, una granja avícola Isidora Granja, importantes instituciones educativas como el Colegio Sagrada Familia, Colegio Nacional de Lambaré, Colegio Técnico San Juan Bautista, el Centro Educativo Presbiteriano San Pablo, el  Centro Tecnológico Gráfico, Centro Educativo San Pedro, Colegio Privado Nazaret Paraguay, SEK Paraguay, Colegio Nacional E.M.D Prof. María del Carmen de Achucarro, Escuela Básica n.º 804 República de El Salvador, Escuela Especial n.º 3 Don Luis Braille, Escuela Manuel Domínguez,  Escuela Gda. n.º 806 Inspector Mayor Eusebio Florentín, Escuela Claretiana María Dolores Solá,  Escuela Básica n.º 612 Cerro Corá, Escuela Privada San Enrique de Ossó, Escuela Básica n.º 679 Gral. Andrés Delmas, Escuela Básica n.º 551 Lic. Eve Luisa Talavera Richer, Escuela República del Ecuador,  Escuela Básica n.º 471 Santa Lucía, Escuela Básica N ° 809  Cnel. Pablo Rojas, Escuela Básica n.º 808 Dr. Bernardo Ocampos, Escuela Básica n.º 2063 San Miguel Arcángel, entre otras instituciones educativas. También es sede de complejos sociales y deportivos en la escala asuncena: Club 6 de Enero, Club Vencedor, Club Puerto Pabla, Club Atlético Colegiales, Club Capitán Figari, Club Sport Guaraní, Club 29 de Septiembre, Club UAA y la AFEMEC.
Es sede de medios televisivos como Trece, Hechos Pelota Producciones, y TV Lambaré. Sus principales radioemisoras son Radio La Deportiva 1120 AM, Radio Santo Domingo 87.5 FM, Radio Koeju 93.3 FM y Radio Vianney 93.5 FM, Radio Exclusiva FM 103.7

## Demografía
Forma parte de Gran Asunción. El crecimiento de la capital favoreció el desarrollo de la población de la ciudad de Lambaré, que la transformó en la octava ciudad más poblada del país. Según el censo paraguayo de 2022 cuenta con 127.150 habitantes, y una densidad de 4709 habitantes por km².

### Barrios
Lambaré se divide en un total de 28 barrios.

Barrios de Lambaré.

| 1  | Palomar        | 15 | Valle Apu'a II     |
| 2  | San Rafael     | 16 | Villa Cerro Corá   |
| 3  | Santo Domingo  | 17 | Villa Virginia     |
| 4  | Panambireta    | 18 | Centro             |
| 5  | Pilar          | 19 | Santa Rosa II      |
| 6  | La Victoria    | 20 | Kennedy            |
| 7  | Santa Lucía    | 21 | Cañada San Miguel  |
| 8  | Santa Luisa    | 22 | Parques del Yacht  |
| 9  | Valle Ybate    | 23 | Mbachio I          |
| 10 | Mariscal López | 24 | Mbachio II         |
| 11 | Felicidad      | 25 | San Antonio        |
| 12 | Cuatro Mojones | 26 | San Roque González |
| 13 | Santa Rosa I   | 27 | San Isidro         |
| 14 | Valle Apu'a I  | 28 | Puerto Pabla       |

## Personalidades destacadas

### Cultura y Ciencia
- Manuel Gamarra (1888-¿¿??): Sacerdote y poeta.
- Bernardo Ávalos (1920-1998): Compositor y músico.
- Nemesio Almonte (1912-2005)
- Ismael Ledesma (1962): Músico, compositor e intérprete de la arpa paraguaya.
- Christian David López (1987): Narrador y poeta.
- Lorenzo Fernández (1950): Intérprete de la música folklórica paraguaya.
- Abigail Alderete (1987): Actriz.
- Reinaldo Sanabria (1979): Artista plástico, alfarero, llamado "el Rey del Barro"
- Alejandro Cubilla (1929-2016): músico, saxofonista, fagotista y profesor de Sax.
- Ángel René Cardozo (1997): Actor.
- Kike Casanova (1980): Exfutbolista, conductor de televisión y locutor de radio.
- Jorge Arévalos (1963-2013): Actor y docente teatral.
- Moncho Azuaga (1952): Poeta, dramaturgo, narrador y actor.
- Reinaldo Samaniego (1980): tenor.

### Militares y políticos
- Adolfo Chirife (1877-1923): Militar, recibió la condecoración de Cruz de la Corona de Prusia, llegó al rango de Coronel y lideró las fuerzas sublevadas al gobierno durante la Guerra Civil de 1922-1923.
- Blas Riquelme (1929-2012): Exsenador.
- Ángel Paniagua: Exdiputado nacional.
- Orlando Arévalo: Diputado nacional.
- Jazmín Narváez: Diputada nacional.
- Celso Cabral (1942-2023): Ex intendente municipal entre los años 1991 al 1996.

### Deportistas
Diego Barreto (1981): Exfutbolista, exportero de la selección nacional, medallista olímpico.

### Modelos
Guadalupe González (1992): Modelo, Miss Paraguay 2013, representó a su país en el Miss Universo 2013.

## Ciudades hermanadas
- Pompeia, Brasil